# Unité de renseignement de brigade
Pour les articles homonymes, voir URB.
Considérée comme un projet phare du renseignement de l'armée de terre française en 2008, l’unité de renseignement de brigade (URB) est composée de : 
- une section opérations analyse (SOA) juxtaposée au B2 de la brigade
- une batterie de renseignement de brigade (BRB).

À terme, chacune des six brigades interarmes (BIA) de l'armée française disposera d’une SOA et d'une BRB organique ou de circonstance. Une BRB comprend : 
- une section de recueil de l’information (RECINF) de renseignement humain conversationnel
- une section de drones DRAC
- une section de radar RASIT
- un groupe léger de guerre électronique (GLGE)[2].

Leur effectif est d'une centaine de personnels intégrés aux régiments d'artillerie.
Compléments opérationnels des capacités de la Brigade de renseignement, les URB devraient avoir terminé leur montée en puissance fin 2010.
La 2e brigade blindée (France) a été la première brigade, en 2007, à expérimenter puis à bénéficier de cet accroissement capacitaire.